# Église Notre-Dame-du-Breuil d'Albi
Ne doit pas être confondu avec Église Notre-Dame de Breuil.
L'église Notre-Dame-du-Breuil est une église catholique situé à Albi, en France.

## Description
L'église est un édifice en béton armé. Vitraux du Vitrailliste Raymond Clerq-Roques en 1960 .Sa force massive et fortifiée s'inspire de la cathédrale Sainte-Cécile d'Albi.

## Localisation
L'église est située dans le département français du Tarn, sur la commune de Albi.

## Historique
L'église est construite entre 1959 et 1962 sur les plans des architectes Georges Mas et Gérard Sacquin.
L'édifice est inscrit au titre des monuments historiques le 3 juin 2005.
En 2012, l'artiste Casimir Ferrer réalise une modification de son chemin de croix en 14 tableaux pour le cinquantenaire de l'église en accentuant la part de Concrétisme, technique mêlant peinture et scultuptre,.